# Minuartia krascheninnikovii
Minuartia krascheninnikovii är en nejlikväxtart som beskrevs av Boris Konstantinovich Schischkin. Minuartia krascheninnikovii ingår i släktet nörlar, och familjen nejlikväxter. Inga underarter finns listade i Catalogue of Life.